# District fédéral du Nord-Ouest
Le district fédéral du Nord-Ouest (en russe : Северо-Западный федеральный округ, Severo-Zapadny federalny okroug) est l'un des huit districts fédéraux de Russie. Il constitue la partie nord de la Russie européenne. Son centre administratif est Saint-Pétersbourg.

## Caractéristiques
Le district fédéral du Nord-Ouest s'étend sur 1 686 972 km2 km² (soit 10 % du territoire de la fédération).
Il est géographiquement voisin de Bélarus et de pays de l'Union européenne (Finlande et États baltes).

### Indice de fécondité
| Année | Fécondité | Fécondité urbaine | Fécondité rurale |
| ----- | --------- | ----------------- | ---------------- |
| 1990  | 1,67      | 1,58              | 2,25             |
| 1991  | 1,51      | 1,41              | 2,12             |
| 1992  | 1,33      | 1,23              | 1,91             |
| 1993  | 1,16      | 1,07              | 1,64             |
| 1994  | 1,20      | 1,13              | 1,62             |
| 1995  | 1,16      | 1,10              | 1,53             |
| 1996  | 1,11      | 1,06              | 1,45             |
| 1997  | 1,09      | 1,03              | 1,43             |
| 1998  | 1,10      | 1,05              | 1,42             |
| 1999  | 1,02      | 0,97              | 1,33             |
| 2000  | 1,08      | 1,03              | 1,34             |
| 2001  | 1,13      | 1,08              | 1,42             |
| 2002  | 1,21      | 1,16              | 1,52             |
| 2003  | 1,25      | 1,20              | 1,52             |
| 2004  | 1,25      | 1,20              | 1,54             |
| 2005  | 1,20      | 1,14              | 1,49             |
| 2006  | 1,20      | 1,14              | 1,53             |
| 2007  | 1,29      | 1,22              | 1,70             |
| 2008  | 1,35      | 1,28              | 1,78             |
| 2009  | 1,42      | 1,35              | 1,81             |
| 2010  | 1,44      | 1,38              | 1,82             |
| 2011  | 1,46      | 1,39              | 1,92             |
| 2012  | 1,56      | 1,49              | 2,14             |
| 2013  | 1,57      | 1,50              | 2,17             |
| 2014  | 1,61      | 1,53              | 2,25             |
| 2015  | 1,66      | 1,63              | 1,91             |
| 2016  | 1,67      | 1,65              | 1,87             |
| 2017  | 1,52      | 1,50              | 1,72             |
| 2018  | 1,47      |                   |                  |
| 2019  | 1,39      |                   |                  |

### Structure par âge en 2010
| Total    | Total     | Total    |
| 0-14 ans | 15-64 ans | + 65 ans |
| -------- | --------- | -------- |
| 13,4 %   | 73,3 %    | 13,3 %   |
| Urbain   |           |          |
| 0-14 ans | 15-64 ans | + 65 ans |
| 13,2 %   | 73,7 %    | 13,1 %   |
| Rural    |           |          |
| 0-14 ans | 15-64 ans | + 65 ans |
| 14,5 %   | 71,0 %    | 14,5 %   |

### Âge médian en 2010
| Total    | Total  | Total  |
| Ensemble | Hommes | Femmes |
| -------- | ------ | ------ |
| 39,4     | 35,8   | 43,3   |
| Urbain   |        |        |
| Ensemble | Hommes | Femmes |
| 39,1     | 35,5   | 42,9   |
| Rural    |        |        |
| Ensemble | Hommes | Femmes |
| 41,4     | 37,5   | 45,4   |

## Subdivisions
Le district fédéral du Nord-Ouest est composé des sujets fédéraux suivants (la capitale de chaque sujet est indiquée dans la dernière colonne) :
| Carte du district fédéral du Nord-Ouest présentant le découpage en sujets fédéraux |                                          |                               |                   |
| 1                                                                                  | Drapeau de l'oblast d'Arkhangelsk        | Oblast d'Arkhangelsk          | Arkhangelsk       |
| 2                                                                                  | Drapeau de l'oblast de Vologda           | Oblast de Vologda             | Vologda           |
| 3                                                                                  | Drapeau de l'oblast de Kaliningrad       | Oblast de Kaliningrad         | Kaliningrad       |
| 4                                                                                  | Drapeau de la république de Carélie      | République de Carélie         | Petrozavodsk      |
| 5                                                                                  | Drapeau de la république des Komis       | République des Komis          | Syktyvkar         |
| 6                                                                                  | Drapeau de l'oblast de Léningrad         | Oblast de Léningrad           | Saint-Pétersbourg |
| 7                                                                                  | Drapeau de l'oblast de Mourmansk         | Oblast de Mourmansk           | Mourmansk         |
| 8                                                                                  | Drapeau du district autonome de Nénétsie | District autonome de Nénétsie | Narian-Mar        |
| 9                                                                                  | Drapeau de l'oblast de Novgorod          | Oblast de Novgorod            | Novgorod          |
| 10                                                                                 | Armoiries de l'oblast de Pskov           | Oblast de Pskov               | Pskov             |
| 11                                                                                 | Drapeau de Saint-Pétersbourg             | Saint-Pétersbourg             |                   |

Sept de ces sujets sont des oblasts, mais le district comprend également une ville fédérale (Saint-Pétersbourg) et deux républiques (la Carélie et la république des Komis).
La Nénétsie est une subdivision de l'oblast d'Arkhangelsk, mais possède néanmoins le statut de sujet fédéral (district autonome).
L'oblast de Kaliningrad est totalement détaché (exclave) du reste de la Russie : il est situé sur les rives de la mer Baltique, entre la Pologne au Sud et la Lituanie au Nord.